# Jazz i okolice
Jazz i okolice – organizowany od 2002 roku przez Górnośląskie Centrum Kultury w Katowicach (obecnie funkcjonujące pod zmienioną nazwą: Centrum Kultury Katowice im. Krystyny Bochenek) cykl całorocznych koncertów jazzowych, który od jesieni 2008 roku przybrał również formułę festiwalu. 

## Charakter
Specyfiką koncertów organizowanych w ramach jaZZ i okolice, jest ich klubowy charakter (do wyjątkowych należą sytuacje, kiedy miejscem koncertu jest duża sala koncertowa) oraz proponowanie muzyki "artystycznie świadomej" - takiej w której artysta zamiast koncentrować się jedynie na pielęgnowaniu klasycznych wzorców, szanuje tradycję, ale odwołuje się do współczesnych, zgodnych ze swoją ekspresją wrażliwością i przemyśleniami, form wyrazu. 
Tworząc cykl, jego pomysłodawca Andrzej Kalinowski, postawił sobie za cel wskazywanie i promowanie nie tylko nowych zjawisk muzycznych, ale i kreatywnych, poszukujących twórców, działających w obrębie nie jednego, lecz wielu muzycznych gatunków i tradycji. 
Tytułowe "okolice" wskazują, iż tematyka jazzu jest pojmowana przez organizatorów nie tylko w muzycznym ale i kulturowym sensie - specyficznej atmosfery, stylu życia, zespołu wartości, w których ten gatunek muzyczny znajduje swój wyraz. 
W I edycji - Festiwalu w 2008 roku,brali udział zarówno nasi artyści rodzimi (m.in Ryszard Tymon Tymański, Irek Wojtczak, Dominik Wania i Michał Barański; jak i muzycy zza oceanu (m.in. Dave Douglas, Henry Cole, Chad Taylor, Herbie Hancock i Tony Malaby. Imprezom tym towarzyszyły warsztaty muzyczne, oraz projekcja filmu dokumentalnego Small Spaces. 
II odsłona Festiwalu Muzyki Improwizowanej "JaZZ i okolice" miała miejsce jesienią 2009 roku. Wśród wykonawców pojawili się m.in. Uri Caine Bedrock Trio w towarzystwie Barbary Walker, The Refuge Trio, Fonda/Stevens Group, Marcin Wasilewski Trio, Joey Baron oraz specjalnie utworzone na tę okazję przez m.in. Irka Wojtczaka i Tymona Tymańskiego Polish Brass Ensemble z gościnnym udziałem Ed Partyki. Jako gość specjalny Festiwalu wystąpi natomiast Rebecca Martin Group. 